# 林口庄

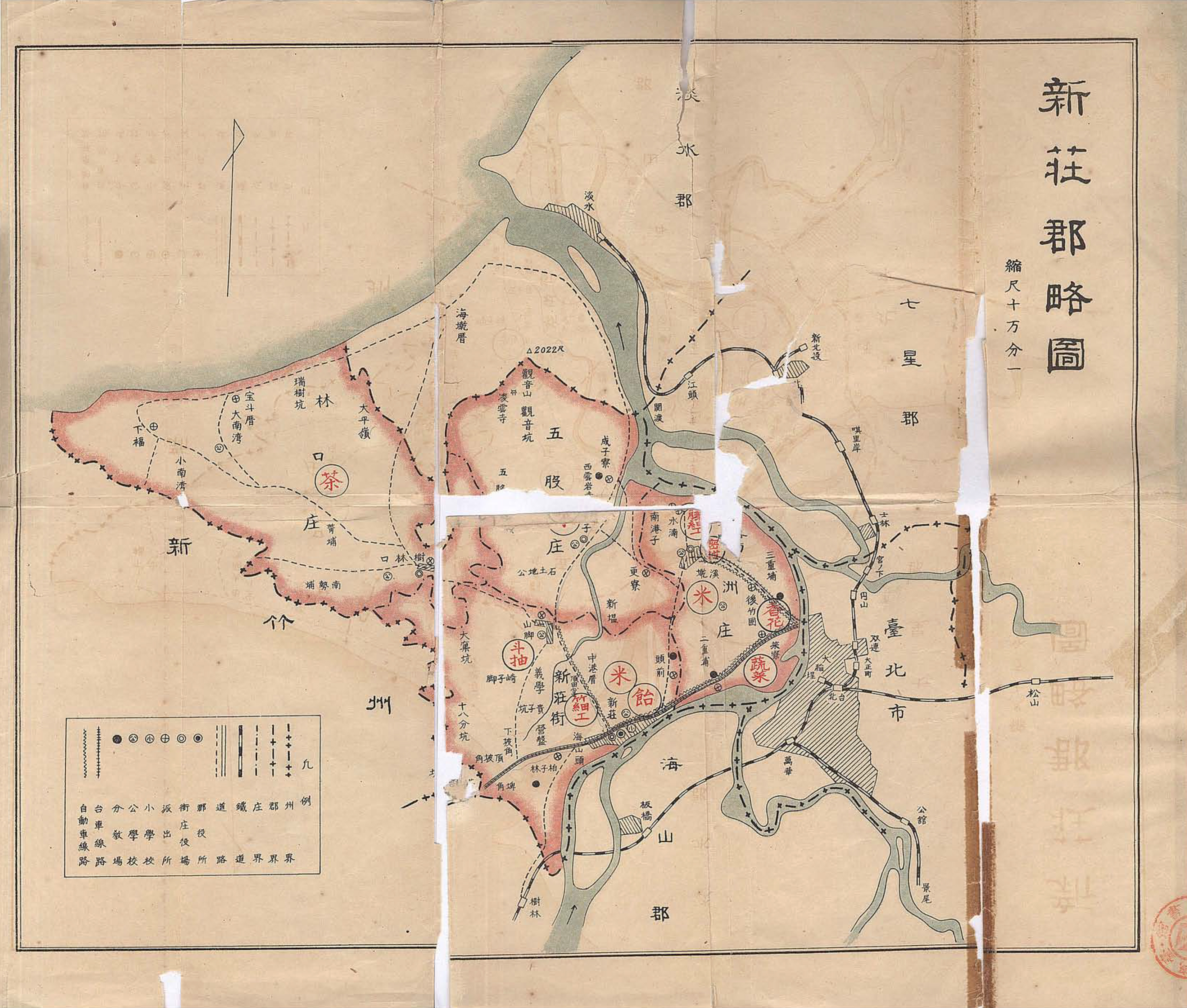
新莊郡略圖

林口庄為臺灣日治時期1920年至1945年間存在之行政區，轄屬台北州新莊郡。今新北市林口區。

## 行政區劃
林口地區在清治時期及日治時期初期屬八里坌堡的庄，在1895年6月隸屬「臺北縣淡水支廳」，在1897年7月1日隸屬「樹林口辨務署」。1898年6月28日，改隸「滬尾辨務署山腳庄支署」。1901年11月11日，臺灣的行政區劃改為二十廳，林口地區隸屬「臺北廳新庄支廳、滬尾支廳」。1901年12月17日，臺北廳劃分為39個區，林口地區被劃分為第37、38區。1902年7月31日，八里坌堡實施街庄整併。1906年1月1日，臺北廳改設置以地名稱呼的28個區，林口地區被劃分為樹林口區、大南灣區。此時的街庄如下：
- 八里坌堡：南勢埔、菁埔、大南灣、小南灣、瑞樹坑、大平嶺[6]

1920年10月1日，原堡里之行政區廢除，街庄改為大字；前述6庄合併為臺北州新莊郡「林口庄」，轄域內分為南勢埔、菁埔、大南灣、小南灣、瑞樹坑、大平嶺等6個大字。
- 菁埔大字下有「樹林口」、「菁埔」、「中湖」、「湖子」、「後湖」、「東湖」、「漳州寮」、「新寮」、「三塊厝」、「粉寮」、「水尾」小字名
- 南勢埔大字下有「南勢埔」、「員堀子」、「大崙」、「過崙子」、「大牛稠」、「竹圍子」、「頭湖」、「南勢埔尾」、「前庄」小字名
- 小南灣大字下有「下福」、「頂福」小字名
- 大南灣大字下有「嘉溪子坑」、「寶斗厝坑」小字名
- 瑞樹坑大字下有「瑞樹坑」、「後坑」小字名[7]

二戰後，林口庄在1946年劃為臺北縣新莊區林口鄉，為目前的新北市林口區。
| 1901年 | 1901年                               | 1906年   | 1906年   | 1920年-1945年 | 1920年-1945年 | 1946年 |
| 區     | 街庄                                 | 區       | 街庄     | 街庄          | 大字          | 鄉鎮   |
| ------ | ------------------------------------ | -------- | -------- | ------------- | ------------- | ------ |
| 第37區 | 南勢埔庄、頭湖庄、坪頂菜公堂庄(部分) | 樹林口區 | 南勢埔庄 | 林口庄        | 南勢埔        | 林口鄉 |
| 第37區 | 大窠坑庄(部分)、菁埔庄、樹林口庄     | 樹林口區 | 菁埔庄   | 林口庄        | 菁埔          | 林口鄉 |
| 第38區 | 嘉溪仔坑庄、寶斗厝坑庄               | 大南灣區 | 大南灣庄 | 林口庄        | 大南灣        | 林口鄉 |
| 第38區 | 頂福庄、下福庄                       | 大南灣區 | 小南灣庄 | 林口庄        | 小南灣        | 林口鄉 |
| 第38區 | 瑞樹坑庄                             | 大南灣區 | 瑞樹坑庄 | 林口庄        | 瑞樹坑        | 林口鄉 |
| 第38區 | 瑞樹坑庄                             | 大南灣區 | 大平嶺庄 | 林口庄        | 大平嶺        | 林口鄉 |

## 設施
- 林口庄役場
- 臺灣總督府茶葉傳習所（農委會茶葉改良場文山分場前身）
- 菁埔公學校→菁埔國民學校（今林口國小）
- 大南灣公學校→大南灣國民學校（今嘉寶國小）